# 9836 Aarseth
A 9836 Aarseth (ideiglenes jelöléssel 1985 TU) a Naprendszer kisbolygóövében található aszteroida. Edward L. G. Bowell fedezte fel 1985. október 15-én.